# Conopophaga aurita
Conopophaga aurita е вид птица от семейство Conopophagidae.

## Разпространение
Видът е разпространен в Бразилия, Колумбия, Еквадор, Френска Гвиана, Гвиана, Перу и Суринам.